# پرتو (شبکه تلویزیونی)
پرتو تی‌وی یا تلویزیون پرتو یک شبکۀ تلویزیونی است که توسط حزب کمونیست کارگری ایران–حکمتیست اداره می‌شود و برنامه‌های خود را از کشور سوئد پخش می‌کند. این شبکه از روز ۲۳ آوریل ۲۰۰۷ (٣ ارديبهشت ۱۳۸۶) پخش آزمایشی برنامه‌های روزانۀ خود را بر روی تلويزيون کانال ۶ آغاز کرد که پروژۀ مشترک دو حزب حکمتیست (تلویزیون پرتو) و کنگرۀ آزادی عراق (تلویزیون سنا) بود. از ۱ فوریۀ ۲۰۱۹ (۱۲ بهمن ۱۳۹۷) نیز برنامه‌های این شبکه به همراه سه شبکۀ تلویزیونی دمکراسی شورائی، کومله و برابری بر روی شبکه‌ای تلویزیونی با عنوان آلترناتیو شورایی بر روی ماهوارۀ یاه‌ست پخش می‌شود.

## فرکانس
پرتو تی‌وی در حال حاضر برنامه‌های خود را بر روی تلویزیون آلترناتیو شورایی بر روی ماهوارهٔ یاه‌ست بر روی فرکانس‌های زیر پخش می‌کند: 
- فرکانس ۱۱۹۵۷، سیمبل ریت ۲۷۴۸۰، پولاریزاسیون عمودی.[۷][۴]

همچنین از طریق اینترنت و کانال این شبکۀ تلویزیونی بر روی یوتیوب نیز می‌توان آن را دریافت نمود.

## قطع برنامه‌ها به دلیل پارازیت
در ١٠ آبان ١٣٨٨ حزب کمونیست کارگری ایران-حکمتیست طی بیانیه‌ای اعلام کرد که شدت ارسال پارازیت‌های ارسالی توسط جمهوری اسلامی ایران به حدی رسیده که پخش برنامه‌های تلویزیون پرتو را از صبح یکشنبه ۱۰ آبان ١٣٨٨ (۱ نوامبر ٢٠٠٩) قطع نموده است.